# 萨福与阿尔卡埃乌斯

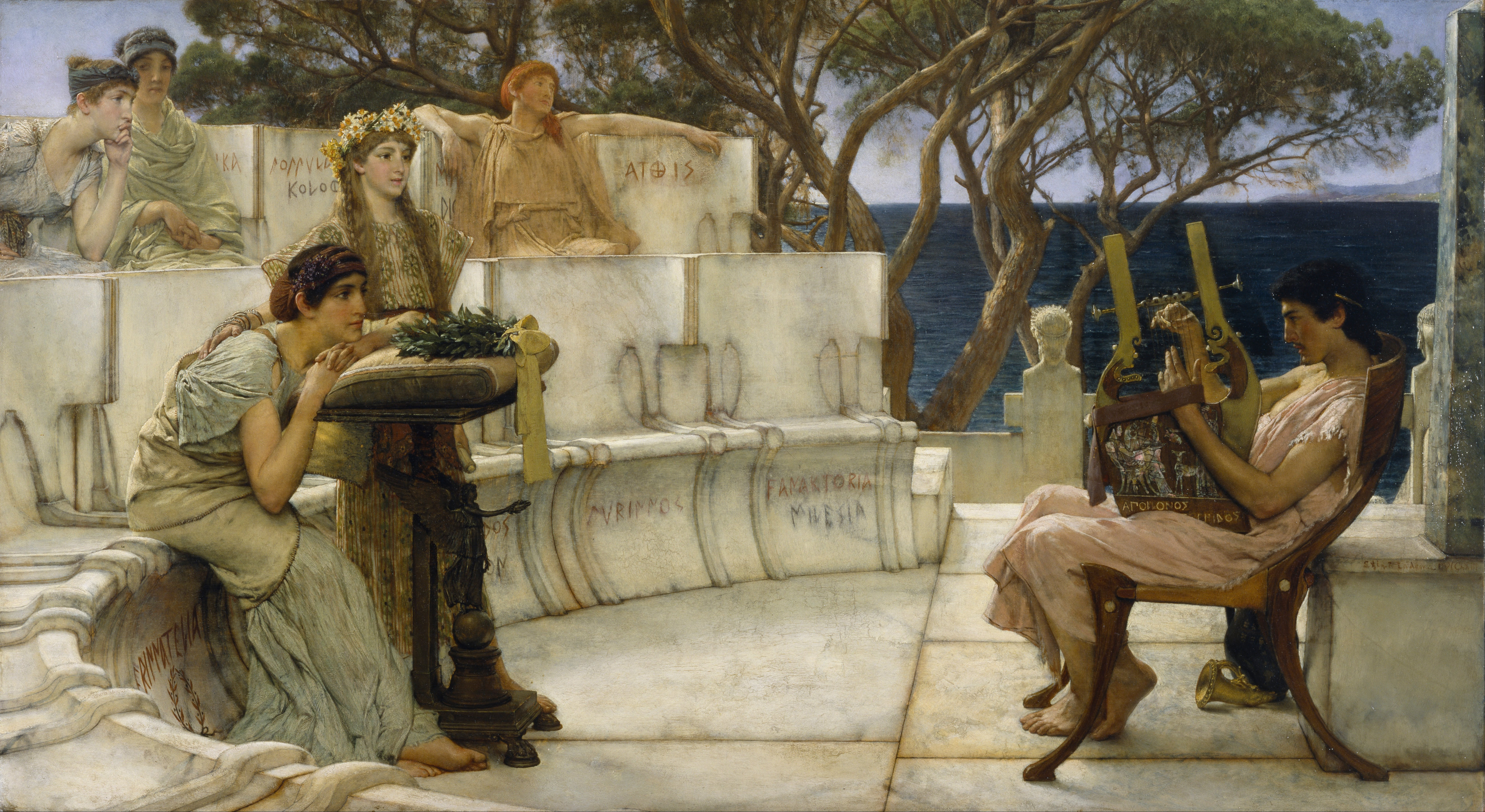
《萨福与阿尔卡埃乌斯》

《萨福与阿尔卡埃乌斯》（Sappho and Alcaeus） 是一幅由英国荷兰裔艺术家劳伦斯·阿尔玛-塔德玛创作的油画，绘于1881年，尺寸为 66乘122（26乘48英寸），藏于巴尔的摩的沃尔特斯艺术博物馆。
画作描绘了公元前7世纪晚期的一场音乐会，诗人阿尔卡埃乌斯演奏基特拉，观众是莱斯沃斯岛女同性恋诗人萨福，和她的几个女性朋友。萨福密切关注演出，将手臂放在一个垫子上，垫子上有一个月桂花环，大概是为表演者准备的。这幅画描绘了诗人赫尔迈西亚纳克斯, 阿特納奧斯在他的《智者之宴》（Deipnosophistae）中进行了记载。
画作以雅典的狄俄倪索斯剧场为基础，有着一层层白色大理石座椅，但阿尔玛-塔德玛用萨福朋友的名字替换了原来雅典人的名字。在背景中，透过一些树木，可以看到爱琴海。
这幅画于1881年在伦敦皇家艺术研究院展出，并且出现在威廉·鲍威尔·弗里思的画作《皇家艺术研究院的私人视野》 （1881）中，在最右侧，約翰·艾佛雷特·米萊正在欣赏。它受到了评论家的高度赞扬。巴尔的摩的威廉·汤普森·沃尔特斯获得了这幅画，1894年去世时，由他的儿子亨利·沃尔特斯继承，1931年后者去世后，将其留给沃尔特斯艺术博物馆。